# Лигурийские Альпы
Лигурийские Альпы — горы, область Альп в пределах итальянского региона Лигурия,  выходящая к побережью Лигурийского моря. Является частью Приморских Альп.
Лигурийские Альпы являются крайним юго-западным участком Альп. Они отделяются от Приморских Альп (на западе) перевалом Танд (Тенда), от Апеннин (на востоке) — перевалом Кадибона.
По Лигурийским Альпам проходит граница между регионами Лигурия и Пьемонт.
На юге горы круто обрываются к морю. Побережье в этом районе образует Итальянскую Ривьеру (г. Сан-Ремо и другие).
Высота гор главным образом 1300—1700 м, к границе с Францией — до 2500 м.
Основные вершины: Маргуарейс (2650 м) и Монджойе (2630 м).
У мезолитического образца AVH-1 (10,211—9,91 тыс. л. н.) из пещеры Арма Вейрана (Arma Veirana) определили митохондриальную гаплогруппу U5b2b.